# Misery (песня The Beatles)
«Misery» (с англ. — «Страдание») — песня группы The Beatles с альбома Please Please Me. Песня была написана Джоном Ленноном и Полом Маккартни. Согласно Леннону, «это была больше песня Джона, чем песня Пола, однако, она была написана совместно». Маккартни же приписываются следующие слова: «Не думаю, что кто-то из нас был главным в этой песне, это была просто заказная работа».
Одноимённый сингл Кенни Линча (Kenny Lynch), вышедший в 1963 году, стал первой в истории кавер-версией песни The Beatles.

## История песни
В феврале 1963 года наиболее успешной британской исполнительницей была Хелен Шапиро, достигшая успеха в чартах ещё двумя годами ранее, в возрасте 14 лет. Менеджер певицы, Норри Парамор, искал свежий материал для её нового альбома и предложил The Beatles написать песню специально для неё.
«Misery» была задумана за кулисами перед выступлением The Beatles в зале Kings Hall в Сток-он-Тренте 26 января 1963 года, а закончена была в доме Пола Маккартни на Фортлин-Роуд 20 в Ливерпуле. Как комментировал сам Маккартни, «мы назвали её „Страдание“, она не настолько медленная, насколько она звучит, она довольно живая, и мы думали, что для Хелен она вполне подойдёт». Однако Парамор счёл её неподходящей, и тогда британский исполнитель и артист Кенни Линч, принимавший участие в том же концертном туре, записал её вместо Шапиро, став тем самым автором первой кавер-версии песни The Beatles. Версия Линча не вошла в чарты; его аранжировка была более популярно-ориентированной, чем та, которую использовали участники The Beatles. В 1973 году Линч был представлен на обложке альбома Band on the Run группы Wings (пятого сольного альбома Маккартни).
Когда участникам The Beatles потребовался оригинальный материал для их альбома Please Please Me, они записали свою версию этой песни, придав ей, по словам Иэна Макдоналда, «забавные нотки подростковой жалости к себе». Как и все оригинальные песни с первого альбома, эта песня была приписана Маккартни и Леннону (на последующих альбомах группы порядок авторства общих песен был изменён на теперь более привычное Леннон/Маккартни).

## Запись песни
Песня была записана 11 февраля 1963 года в студии «Эбби Роуд» во время марафонской сессии, в течение которой группа записала бо́льшую часть материала для своего первого альбома.
При записи песни вместо обычной тогда скорости протяжки ленты (15 дюймов в секунду) был использован ускоренный темп в 30 дюймов в секунду, так как Джордж Мартин хотел лично добавить партию фортепиано (дозаписанную 20 февраля без присутствия группы) в замедленном темпе октавой ниже.
В записи участвовали:
- Джон Леннон — вокал, ритм-гитара
- Пол Маккартни — вокал, бас-гитара
- Джордж Харрисон — соло-гитара
- Ринго Старр — ударные
- Джордж Мартин — фортепиано

## Выпуск песни
Песня была выпущена на следующих альбомах группы:
- LP-альбом Please Please Me (Великобритания)
- LP-альбом Introducing… The Beatles (США)
- EP-альбом The Beatles (No. 1) (Великобритания)

## Кавер-версии
- Сингл Кенни Линча, ставший первой в истории кавер-версией песни The Beatles (1963)
- Песня американской группы The Flamin’ Groovies с альбома Shake Some Action (1976)[14]
- Песня сербской группы «Eva Braun» с альбома «Unplugged» (1993)

## Интересный факт
- Элен Шапиро снялась в своём собственном фильме It’s Trad, Dad (вышедшем в Великобритании 16 апреля 1962 года), режиссёром которого выступил Ричард Лестер. Именно он впоследствии был режиссёром фильмов The Beatles «Вечер трудного дня» и «На помощь!»[6].